# 1960-as Formula–1 amerikai nagydíj
Az 1960-as Formula–1-es világbajnokság szezonzáró futama az amerikai nagydíj volt.

## Futam
AZ utolsó bajnoki futamot 10 héttel ezután tartottak. Az amerikai nagydíjat Sebring után a kaliforniai Riverside-ban rendezték. Bár a Ferrari nem vett részt a versenyen, Phil Hill egy BRP Cooperrel, Von Trips pedig a Scuderia Centro Sud Cooperjével indult. Ron Flockhart ezúttal a harmadik számú gyári Cooperrel indult. Jim Hall első versenyén indult privát Lotus 18-asával, míg Chuck Daigh ismét jelen volt Lance Reventlow egy Scarabjével. Moss szerezte meg a pole 0,6 másodperc előnnyel a bajnok Brabham és Gurney előtt. Bonnier a második sorból indult, Clark Lotusa mellett.
Brabham rajtolt a legjobban és az első négy körben vezetett Moss előtt. Ekkor robbanást hallott autójának hátuljából, emiatt kétszer is kiállt szerelőihez, hogy megoldják a problémát. Autójából kifutott a üzemanyag, ami a Climax motor forró kipufogócsöveihez ért. Moss haladt az élen, és a leintésig ott is maradt. Az elején Gurney üldözte, majd Bonnier volt a második, de mindketten kiestek technikai hiba miatt. A második helyet így Ireland szerezte meg a Team Lotusnak, McLaren a gyári Cooperrel harmadik lett. Brabham negyedikként végzett, körhátrányban. Jim Hall jó versenyt futott, mivel a negyedik helyen haladt, de hetediknek esett vissza végére, amikor az erőátvitel meghibásodott, és át kellett tolnia az autót a célvonalon.
Brabham 43 pontot szerezve lett az 1960-as világbajnok. A második McLaren 34-et, a harmadik Moss 19 egységet gyűjtött. A konstruktőri bajnoki címet a Cooper-Climax szerezte meg 48 ponttal a 34 pontos Lotus, valamint a 26 pontos Ferrari előtt.
| Helyezés | Rsz. | Versenyző           | Csapat/Motor       | Futott körök | Idő/Kiesés oka             | Rajthely | Pontszám |
| -------- | ---- | ------------------- | ------------------ | ------------ | -------------------------- | -------- | -------- |
| 1        | 5    | Stirling Moss       | Lotus-Climax       | 75           | 2:28'52,2                  | 1        | 8        |
| 2        | 10   | Innes Ireland       | Lotus-Climax       | 75           | + 38,0                     | 7        | 6        |
| 3        | 3    | Bruce McLaren       | Cooper-Climax      | 75           | + 52,0                     | 10       | 4        |
| 4        | 2    | Jack Brabham        | Cooper-Climax      | 74           | + 1 kör                    | 2        | 3        |
| 5        | 15   | Jo Bonnier          | BRM                | 74           | + 1 kör                    | 4        | 2        |
| 6        | 9    | Phil Hill           | Cooper-Climax      | 74           | + 1 kör                    | 13       | 1        |
| 7        | 24   | Jim Hall            | Lotus-Climax       | 73           | + 1 kör                    | 12       |          |
| 8        | 14   | Roy Salvadori       | Cooper-Climax      | 73           | + 2 kör                    | 15       |          |
| 9        | 26   | Wolfgang von Trips  | Cooper-Maserati    | 72           | + 3 kör                    | 16       |          |
| 10       | 23   | Chuck Daigh         | Scarab             | 70           | + 5 kör                    | 18       |          |
| 11       | 25   | Pete Lovely         | Cooper-Castellotti | 69           | + 6 kör                    | 20       |          |
| 12       | 7    | Olivier Gendebien   | Cooper-Climax      | 69           | + 6 kör                    | 8        |          |
| 13       | 20   | Robert Drake        | Maserati           | 68           | + 7 Kör                    | 22       |          |
| 14       | 8    | Henry Taylor        | Cooper-Climax      | 68           | + 7 kör                    | 14       |          |
| 15       | 18   | Maurice Trintignant | Cooper-Maserati    | 66           | + 9 kör                    | 19       |          |
| 16       | 12   | Jim Clark           | Lotus-Climax       | 61           | + 14 kör                   | 5        |          |
| Kiesett  | 17   | Graham Hill         | BRM                | 34           | Váltó                      | 11       |          |
| Kiesett  | 19   | Ian Burgess         | Cooper-Maserati    | 29           | Gyújtás                    | 23       |          |
| Kiesett  | 21   | Brian Naylor        | Cooper-Maserati    | 20           | Motorhiba                  | 17       |          |
| Kiesett  | 16   | Dan Gurney          | BRM                | 18           | Felrobbant motorblokk-dugó | 3        |          |
| Kiesett  | 4    | Ron Flockhart       | Cooper-Climax      | 11           | Váltó/erőátvitel           | 21       |          |
| Kiesett  | 6    | Tony Brooks         | Cooper-Climax      | 6            | Kipördült                  | 9        |          |
| Kiesett  | 11   | John Surtees        | Lotus-Climax       | 3            | Baleset                    | 6        |          |

## A világbajnokság végeredménye
| H   | Versenyzők         | Pont    | H   | Konstruktőrök      | Pont    |
| --- | ------------------ | ------- | --- | ------------------ | ------- |
| 1.  | Jack Brabham       | 43      | 1.  | Cooper-Climax      | 48 (58) |
| 2.  | Bruce McLaren      | 34 (37) | 2.  | Lotus-Climax       | 34 (37) |
| 3.  | Stirling Moss      | 19      | 3.  | Ferrari            | 26 (27) |
| 4.  | Innes Ireland      | 18      | 4.  | BRM                | 8       |
| 5.  | Phil Hill          | 16      | 5.  | Cooper-Maserati    | 3       |
| 6.  | Olivier Gendebien  | 10      | 6.  | Cooper-Castellotti | 3       |
| 7.  | Wolfgang von Trips | 10      | 7.  | Porsche            | 1       |
| 8.  | Jim Rathmann       | 8       | 8.  | Maserati           | 0       |
| 9.  | Richie Ginther     | 8       | 9.  | JBW-Maserati       | 0       |
| 10. | Jim Clark          | 8       | 10. | Scarab             | 0       |

(A teljes lista)

## Statisztikák
Vezető helyen:
- Jack Brabham: 4 kör (1-4)
- Stirling Moss: 71 kör (5-75)

Stirling Moss 14. győzelme, 15. pole-pozíciója, Jack Brabham 4. leggyorsabb köre.
- Lotus 2. győzelme.